# Dia Internacional de la Visibilitat Transgènere
El Dia Internacional de la Visibilitat Trans és una commemoració anual que té lloc el 31 de març, dedicada a la celebració de les persones trans i la sensibilització en contra de la discriminació cap a les persones trans a tot el món, com ara la causada per la transfòbia i el feminisme radical transexcloent (FRTE). La festivitat va ser fundada per l'activista transgènere de Michigan Rachel Crandall en 2009 com una reacció a la falta de dies de festa LGTBI que celebrin la visibilitat de les persones trans, ja que l'única commemoració coneguda centrada en les persones transgènere era el Dia Internacional de la Memòria Transexual, que recorda a les persones trans víctimes de delictes d'odi, però no reconeix ni celebra la visibilitat dels membres vius d'aquesta comunitat.
En 2014, la festa va ser observada pels activistes a tot el món.
En 2015, moltes persones trans participaren en una campanya de les Mitjans de comunicació social com Facebook, Twitter, Tumblr i Instagram. Els participants postejaren selfies, històries personals i estadístiques referents a problemes de persones trans, així com altres continguts dirigits a augmentar la concienciació i incrementar la visibilitat.